# Melessen
Melessen ist ein Ortsteil von Immekeppel in der Stadt Overath im Rheinisch-Bergischen Kreis in Nordrhein-Westfalen, Deutschland.

## Lage und Beschreibung
Der kleine Ortsteil Melessen befindet sich an der Landesstraße 299 (die hier in die Landesstraße 284 übergeht) und der Kreuzung Sülztalstraße. Bei Melessen mündet der Lennefer Bach in die Sülz. Orte in der Nähe sind Ufer, Ober- und Unterbrombach, Obersteeg, Brodhausen, Bökerberg und Leffelsend.

## Geschichte
Der Ortsname leitet sich von *Meleshusen ab und gehört damit zu der -hausen-Namensgruppe. Alte Schriften belegen, dass Melessen im 16. Jahrhundert einem Robert zur Melehs gehörte, nach dem der Hof Melleshusen genannt wurde.
Aus der Charte des Herzogthums Berg  des Carl Friedrich von Wiebeking von 1789 geht hervor, dass der Ortsbereich zu dieser Zeit dem Oberkirchspiel Immekeppel (zugleich Honschaft Immekeppel) der Pfarre Gladbach im Obergericht Bensberg  angehörte.
Der Ort ist auf der Topographischen Aufnahme der Rheinlande von 1817 als Melissen verzeichnet. Die Preußische Uraufnahme von 1845 zeigt den Wohnplatz unter dem Namen Meliesen. Ab der Preußischen Neuaufnahme von 1892 ist der Ort auf Messtischblättern regelmäßig als Melessen verzeichnet.
1822 lebten acht Menschen im als Bauerngut kategorisierten und Mehlissen bezeichneten Ort, der nach dem Zusammenbruch der napoleonischen Administration und deren Ablösung zur Bürgermeisterei Bensberg im Kreis Mülheim am Rhein gehörte. Für das Jahr 1830 werden für den als Mehlissen bezeichneten Ort neun Einwohner angegeben. Der 1845 laut der Uebersicht des Regierungs-Bezirks Cöln als Bauergüter kategorisierte und Melessen bezeichnete Ort besaß zu dieser Zeit drei Wohngebäude mit 21 Einwohnern, alle katholischen Bekenntnisses. Die Gemeinde- und Gutbezirksstatistik der Rheinprovinz führt Melessen 1871 mit vier Wohnhäusern und 21 Einwohnern auf. Im Gemeindelexikon für die Provinz Rheinland von 1888 werden für Melessen vier Wohnhäuser mit 22 Einwohnern angegeben. 1895 besitzt der Ort vier Wohnhäuser mit 24 Einwohnern und gehört konfessionell zum katholischen Kirchspiel Immekeppel. 1905 werden fünf Wohnhäuser und 23 Einwohner angegeben.
Aufgrund § 10 des Köln-Gesetzes wurden 1975 mehrere Bensberger Außenorte in die Gemeinde Overath umgemeindet, darunter auch der Bereich um Immekeppel mit Melessen.